# Leslie Thorne
 Leslie Thorne (23 de juny del 1916, Greenock, Inverclyde, Escòcia - 13 de juliol del 1993, Troon, North Ayrshire, Escòcia) va ser un pilot de curses automobilístiques britànic que va arribar a disputar curses de Fórmula 1. Va debutar a la cinquena cursa de la temporada 1954 (la cinquena temporada de la història) del campionat del món de la Fórmula 1, disputant el 17 de juliol del 1954 el GP de Gran Bretanya al Circuit de Silverstone. Leslie Thorne va participar en una única cursa puntuable pel campionat de la F1, no assolí cap punt pel campionat de pilots.

## Resultats a la Fórmula 1
| Any  | Equip         | Xassís    | Motor       | 1   | 2   | 3   | 4   | 5      | 6   | 7   | 8   | 9   | Posició | Punts |
| ---- | ------------- | --------- | ----------- | --- | --- | --- | --- | ------ | --- | --- | --- | --- | ------- | ----- |
| 1954 | Ecurie Ecosse | Connaught | Lea-Francis | ARG | 500 | BEL | FRA | GBR 14 | ALE | SUI | ITA | ESP | -       | 0     |

| Curses: | Victòries: | Pòdiums: | Poles: | Voltes ràpides: | Punts: |
| ------- | ---------- | -------- | ------ | --------------- | ------ |
| 1       | 0          | 0        | 0      | 0               | 0      |